# Michelle Gibson
Michelle Gibson (n. 1969) este o sportivă ce a reprezentat Statele Unite ale Americii, medaliată olimpică. A participat la o ediție a Jocurilor Olimpice (1996) în care a câștigat o medalie de bronz.

## Participări
Lista de mai jos prezintă principalele competiții la care a participat Michelle Gibson de-a lungul carierei.
- equestrian at the 1996 Summer Olympics – team dressage[*]